# Burmannia chinensis
Burmannia chinensis är en enhjärtbladig växtart som beskrevs av Michel Gandoger. Burmannia chinensis ingår i släktet Burmannia och familjen Burmanniaceae. Inga underarter finns listade i Catalogue of Life.